# استخراج ویژگی
استخراج ویژگی (به انگلیسی: Feature extraction) فرایندی است که در آن با انجام عملیاتی بر روی داده‌ها، ویژگی‌های بارز و تعیین‌کنندهٔ آن مشخص می‌شود.

## روش‌ها و اهداف
هدف استخراج ویژگی این است که داده‌های خام به شکل قابل استفاده‌تری برای پردازش‌های آماری بعدی درآیند.
روش‌های مختلف استخراج ویژگی بنا به فلسفهٔ پشت سرشان ممکن است یک یا چند کار زیر را انجام دهند:
1. حذف نوفه داده‌ها
2. جداسازی اجزای مستقل داده‌ها
3. فروکاهی ابعاد برای تولید بازنمایی مختصرتر
4. افزایش بعد برای تولید بازنمایی جدایی‌پذیرتر

انجام استخراج ویژگی فرایند بسیار متداول‌ای در انواع مختلف پردازش داده‌ها چون پردازش تصویر، پردازش صوت و غیره است.

## استخراج ویژگی در پردازش تصویر
برای اینکه از روی الگوهای یک تصویر هویت یا خالق آن تصویر مشخص شود باید یک سری مشخصات عام یا خاص از دل تصویر بیرون کشیده شود که به این کار استخراج ویژگی ()گفته می‌شود. به عنوان مثال در تشخیص امضاء به وسیله پردازش تصویر یک سری ویژگی‌ها (مانند شیب خط‌ها) از تصویر اسکن شدهٔ امضاء بیرون کشیده می‌شود، که به وسیله آن می‌توان صاحب امضاء را تشخیص داد.

### سطح پایین
تشخیص آستانه یا thresholding یکی از اولین مراحل تعداد زیادی از برنامه‌های پردازش تصویر است
در این مرحله با پیدا کردن یک استانه؛ زمینه عکس از اجسام جدا می‌گردد.
- آشکارسازی لبه

لبه در واقع مرز میان یک شکل(Object)و پس زمینه(Background)می‌باشد که برای پردازش تصاویر باید لبه‌ها مشخص شوند تا محدوده تصویر تعیین گردد.
- تبدیل مقیاس‌نابسته ویژگی

#### خمش
- جهت لبه، شدت متغیر، خود بستگی

#### حرکت تصویر
- بر اساس سطح، رهیافت تفاضلی، شارش نوری

### بر اساس شکل

#### تبدیل هاف
- خط‌ها
- دایره‌ها و بیضی‌ها
- اشکال دلخواه (تبدیل هاگ تعمیم‌یافته)

### روش‌های منعطف
- اشکال دگردیسنده، پارامتری
- کانتورهای فعال

## استخراج ویژگی در پردازش گفتار
در تجزیه و تحلیل سیگنال گفتار ویژگی‌های مختلفی استفاده می‌شود که انتخاب ویژگی مورد نظر بسته به کاربرد صورت می‌گیرد، چرا که شرایط مناسب کاربرد هر یک با دیگری متفاوت است. برای مثال، ممکن است برخی ویژگی‌ها در محیط‌های نویزی جواب بهتری دهند یا اینکه حجم محاسبات کمتری را طلب کنند.
این ویژگی‌ها گاه در کل سیگنال گفتار و گاه در یک پنجره از آن محاسبه می‌شوند، ولی در تحلیل سیگنال گفتار به‌طور معمول ویژگی‌های سیگنال پنجره‌بندی شده تحلیل می‌شود.
این ویژگی‌ها گاه یک عددند، نظیر انرژی یا میانگین پنجره سیگنال گفتار و گاه یک بردارند. برای مثال، خود اندازه سیگنال گفتار در حوزة زمان را می‌توان به‌صورت برداری یک‌بعدی با طول تعداد نقاط پنجره گفتار در نظرگرفت. ازاین‌رو، گاه از این ویژگی‌ها با نام ضرایب ویژگی یا بردارهای ویژگی نیز یاد می‌شود.
پس از انجام عملیات استخراج ویژگی، تحلیل را بر یک بردار مثلاً ۱۲بعدی انجام می‌دهیم که برای تحلیل مورد نظر کاراتر است. برخی از معروف‌ترین این ویژگی‌ها عبارت‌اند از بلندی، نسبت سیگنال به نویز، تعداد عبور از صفر، ضرایب پیشگویی خطی یا LPC، ضرایب کپستروم و مشتقات آن.